# Bungoma
Bungoma este un oraș din Kenya.